# Anastasia Tsilimpiou
Anastasia Tsilimpiou (* 12. listopadu 1997) je řecko-rumunská herečka. Začala svou kariéru již v pěti letech jako dětská herečka a modelka. Herečka hraje ve více jazycích; umí mluvit řecky, rumunsky, anglicky a turecky.
Anastasia začala být známá díky účasti v soutěži Gia tin kardia enos angelou (2007) a úspěšnému řeckému seriálu To Nisi. Jako dítě často vystupovala v divadle. Opravdový herecký debut ale měla v tureckém televizním seriálu Muhteşem Yüzyıl: Kösem, kde si zahrála Kösem Sultan, když byla ještě mladou konkubínou.

## Dětství
Anastasia se narodila v listopadu 1997 v Athénách rodičům Viorel a Fotinimu Tsilimpiou. Má bratra Konstantinose. Její otec pochází z Rumunska a její matka z Řecka. Otec do Řecka emigroval v roce 1990 a oženil se s její matkou. Je jejich mladším dítětem. V pěti letech začala pracovat jako dětská modelka v různých soutěžích, vystupovala při různých událostech a nafotila sérii fotek.

## Filmografie
| Rok    | Název                       | Role               | Popis                           |
| ------ | --------------------------- | ------------------ | ------------------------------- |
| 2006-7 | Gia Tin Kardia Enos Angelou | Elpida             | Hlavní role                     |
| 2009   | 40 Kymata                   | mladá Kristina     | hostující postava               |
| 2010   | To Nisi                     | mladá Mary Petraki | epizody 1-8                     |
| 2010   | O Polemos Ton Astron        | mladá Zinobia      | jedna epizoda                   |
| 2015   | Muhteşem Yüzyıl: Kösem      | Anastasia          | hlavní role (1.-6. epizoda)     |
| 2016   | Follow the Wind             | mladá Natalia      | menší role                      |
| 2017   | Muhteşem Yüzyıl: Kösem      | Anastasia          | hostující postava (60. epizoda) |

| Rok     | Název                      | Role          |
| ------- | -------------------------- | ------------- |
| 2009-11 | To thávma tis Anny Sálivan | Hellen Keller |
| 2015    | To sklavi                  | princezna     |
| 2016    | Dionisiaki Nixta           |               |
| 2017    | Playing Gods               | Afrodita      |

| Rok  | Název                                          |
| ---- | ---------------------------------------------- |
| 2016 | Nicole Saravakou - Einai Taksidi               |
| 2016 | TOQUEL - Ta Pio Diskola Vradia ft. Natasha Kay |